# Porcellio buchneri
Porcellio buchneri är en kräftdjursart som beskrevs av Karl Wilhelm Verhoeff1933. Porcellio buchneri ingår i släktet Porcellio och familjen Porcellionidae. Inga underarter finns listade i Catalogue of Life.